# Bernis (Gard)
Pour les articles homonymes, voir Bernis.
Bernis [bɛʁnis], Villa Bernices en 920, est une commune française située dans le sud du département du Gard, en région Occitanie.
Exposée à un climat méditerranéen, elle est drainée par le Vieux Vistre et par divers autres petits cours d'eau. La commune possède un patrimoine naturel remarquable : un site Natura 2000 (les « costières nîmoises »), un espace protégé (les « Costières de Nimes ») et une zone naturelle d'intérêt écologique, faunistique et floristique.
Bernis est une commune urbaine qui compte 3 341 habitants en 2022, après avoir connu une forte hausse de la population depuis 1962. Elle est dans l'agglomération de Nîmes et fait partie de l'aire d'attraction de Nîmes. Ses habitants sont appelés les Bernissois et Bernissoises.
Le patrimoine architectural de la commune comprend deux  immeubles protégés au titre des monuments historiques : l'église Saint-André, inscrite en 2006, et le temple protestant, inscrit en 2012.

## Géographie

### Localisation
Bernis se situe à environ 10 km du centre-ville de Nîmes, entre Milhaud et Uchaud. Une grande partie du territoire de la commune fait partie de la Vistrenque.

### Communes limitrophes
Les communes limitrophes sont  Aubord, Beauvoisin, Langlade, Milhaud, Nages-et-Solorgues et Uchaud.
| Nages-et-Solorgues | Langlade   | Milhaud |
| Uchaud             | Bernis     |         |
|                    | Beauvoisin | Aubord  |

### Climat
Pour des articles plus généraux, voir Climat de l'Occitanie et Climat du Gard.
En 2010, le climat de la commune est de type climat méditerranéen franc, selon une étude s'appuyant sur une série de données couvrant la période 1971-2000. En 2020, Météo-France publie une typologie des climats de la France métropolitaine dans laquelle la commune est exposée à un climat méditerranéen et est dans la région climatique Provence, Languedoc-Roussillon, caractérisée par une pluviométrie faible en été, un très bon ensoleillement (2 600 h/an), un été chaud (21,5 °C), un air très sec en été, sec en toutes saisons, des vents forts (fréquence de 40 à 50 % de vents > 5 m/s) et peu de brouillards.
Pour la période 1971-2000, la température annuelle moyenne est de 14,4 °C, avec une amplitude thermique annuelle de 17 °C. Le cumul annuel moyen de précipitations est de 723 mm, avec 6,3 jours de précipitations en janvier et 2,7 jours en juillet. Pour la période 1991-2020, la température moyenne annuelle observée sur la station météorologique la plus proche, située sur la commune de Gallargues-le-Montueux à 10 km à vol d'oiseau, est de 15,5 °C et le cumul annuel moyen de précipitations est de 674,8 mm,. Pour l'avenir, les paramètres climatiques de la commune estimés pour 2050 selon différents scénarios d'émission de gaz à effet de serre sont consultables sur un site dédié publié par Météo-France en novembre 2022.

### Voies de communication et transports
La commune est traversée par la route nationale 113.

### Milieux naturels et biodiversité

#### Espaces protégés
La protection réglementaire est le mode d’intervention le plus fort pour préserver des espaces naturels remarquables et leur biodiversité associée,.
Un  espace protégé est présent sur la commune : 
les « Costières de Nimes », un terrain acquis (ou assimilé) par un conservatoire d'espaces naturels, d'une superficie de 2 027 ha.

#### Réseau Natura 2000

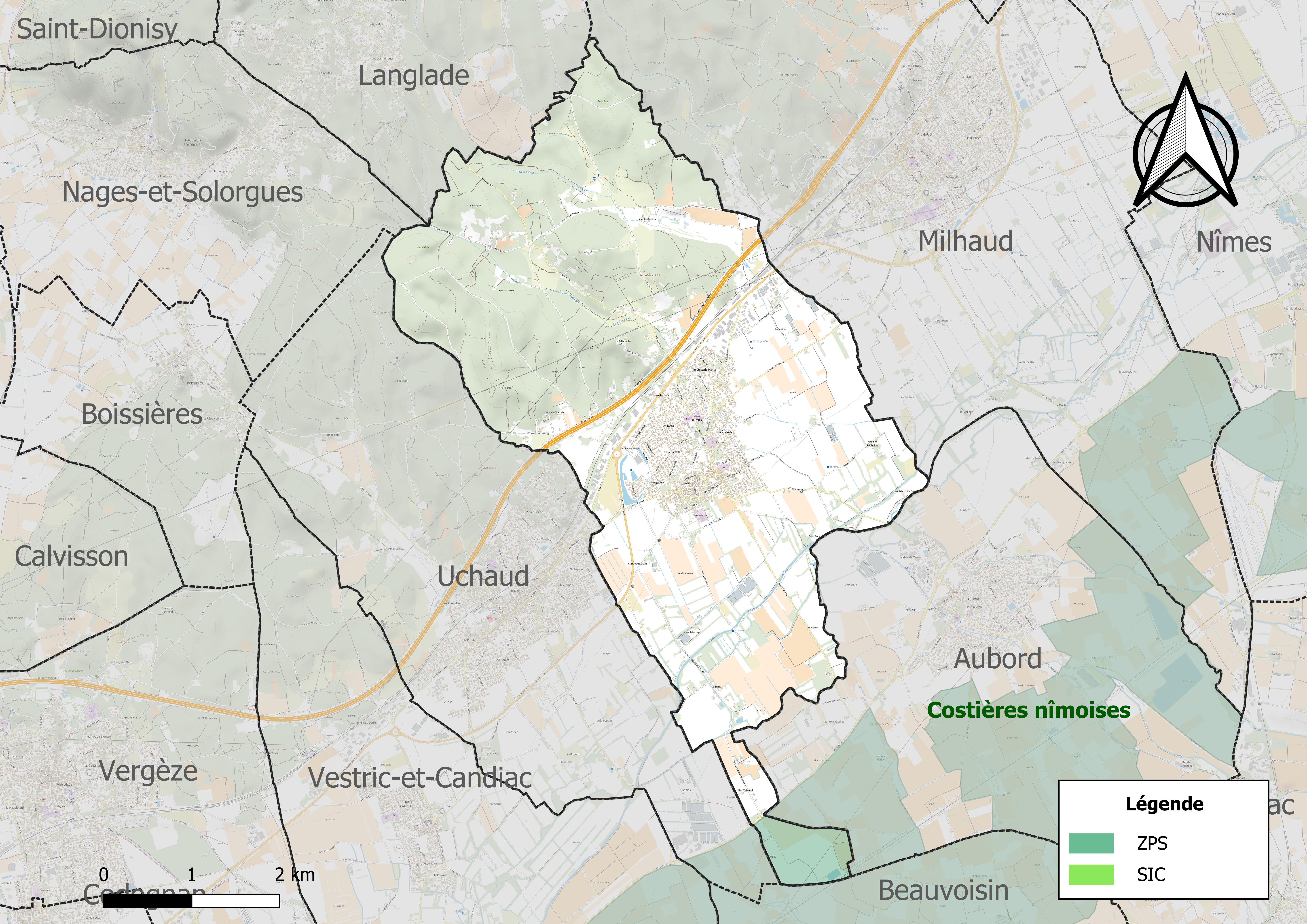
Sites Natura 2000 sur le territoire communal.

Le réseau Natura 2000 est un réseau écologique européen de sites naturels d'intérêt écologique élaboré à partir des directives habitats et oiseaux, constitué de zones spéciales de conservation (ZSC) et de zones de protection spéciale (ZPS).
Un site Natura 2000 a été défini sur la commune au titre  de la directive oiseaux : les « costières nîmoises », d'une superficie de 13 479 ha, qui accueillait, en 2004, 300 mâles chanteurs, soit 60 % des mâles reproducteurs de la région et près du quart des mâles reproducteurs en France.

#### Zones naturelles d'intérêt écologique, faunistique et floristique

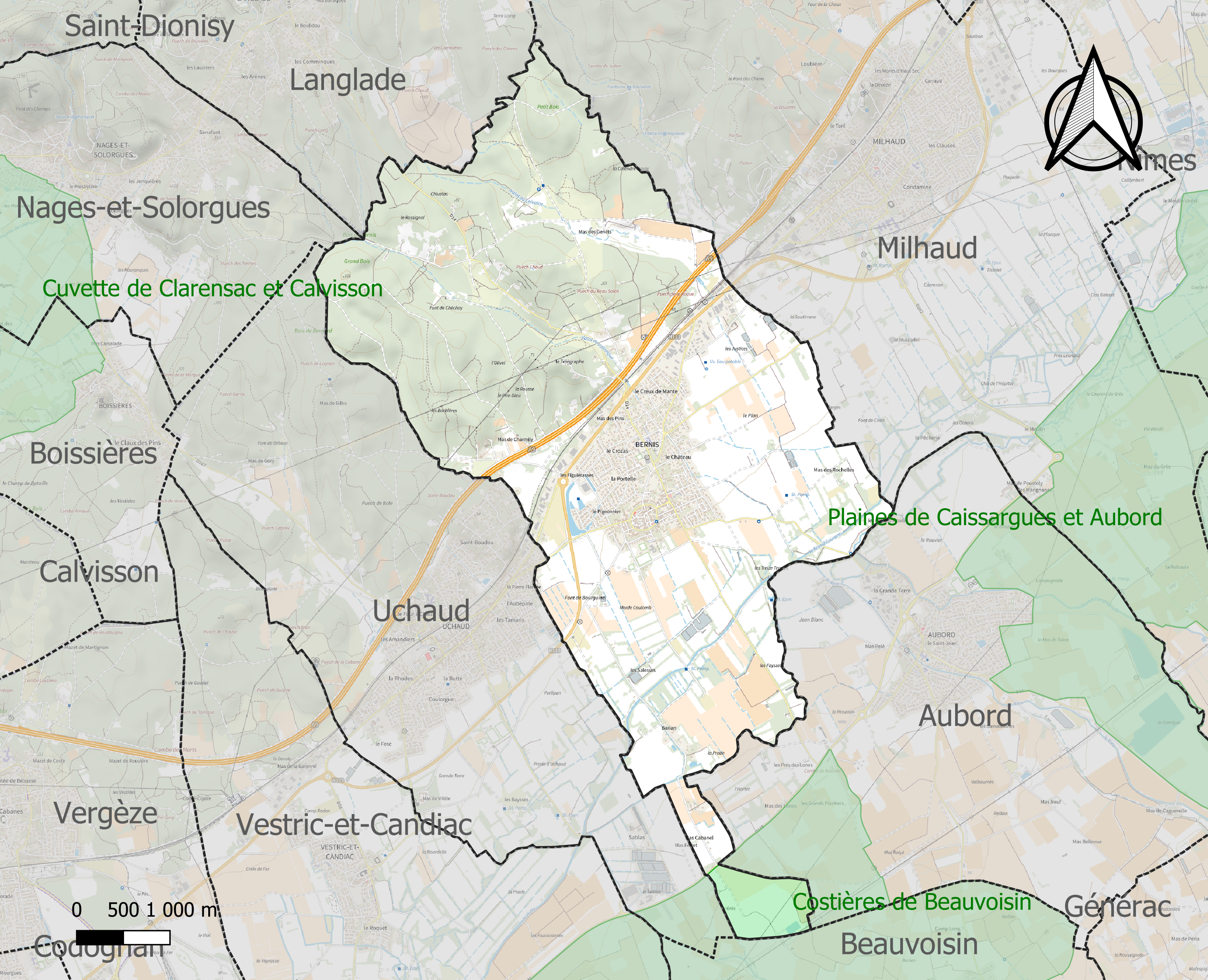
Carte de la ZNIEFF de type 1 localisée sur la commune.

L’inventaire des zones naturelles d'intérêt écologique, faunistique et floristique (ZNIEFF) a pour objectif de réaliser une couverture des zones les plus intéressantes sur le plan écologique, essentiellement dans la perspective d’améliorer la connaissance du patrimoine naturel national et de fournir aux différents décideurs un outil d’aide à la prise en compte de l’environnement dans l’aménagement du territoire.
Une ZNIEFF de type 1 est recensée sur la commune :
les « costières de Beauvoisin » (1 030 ha), couvrant 5 communes du département.

## Toponymie
L'étymologie provient d'un nom germanique, "Berno".
Ses habitants s'appellent des Bernissois et Bernissoises.

## Urbanisme

### Typologie
Au 1er janvier 2024, Bernis est catégorisée ceinture urbaine, selon la nouvelle grille communale de densité à sept niveaux définie par l'Insee en 2022.
Elle appartient à l'unité urbaine de Nîmes, une agglomération intra-départementale regroupant neuf  communes, dont elle est une commune de la banlieue,,. Par ailleurs la commune fait partie de l'aire d'attraction de Nîmes, dont elle est une commune de la couronne,. Cette aire, qui regroupe 92 communes, est catégorisée dans les aires de 200 000 à moins de 700 000 habitants,.

### Occupation des sols
L'occupation des sols de la commune, telle qu'elle ressort de la base de données européenne d’occupation biophysique des sols Corine Land Cover (CLC), est marquée par l'importance des territoires agricoles (59,6 % en 2018), en diminution par rapport à 1990 (67,6 %). La répartition détaillée en 2018 est la suivante : 
zones agricoles hétérogènes (45,4 %), forêts (28,5 %), cultures permanentes (10,8 %), zones urbanisées (8,2 %), zones industrielles ou commerciales et réseaux de communication (3,8 %), prairies (2,2 %), terres arables (1,2 %). L'évolution de l’occupation des sols de la commune et de ses infrastructures peut être observée sur les différentes représentations cartographiques du territoire : la carte de Cassini (XVIIIe siècle), la carte d'état-major (1820-1866) et les cartes ou photos aériennes de l'IGN pour la période actuelle (1950 à aujourd'hui).

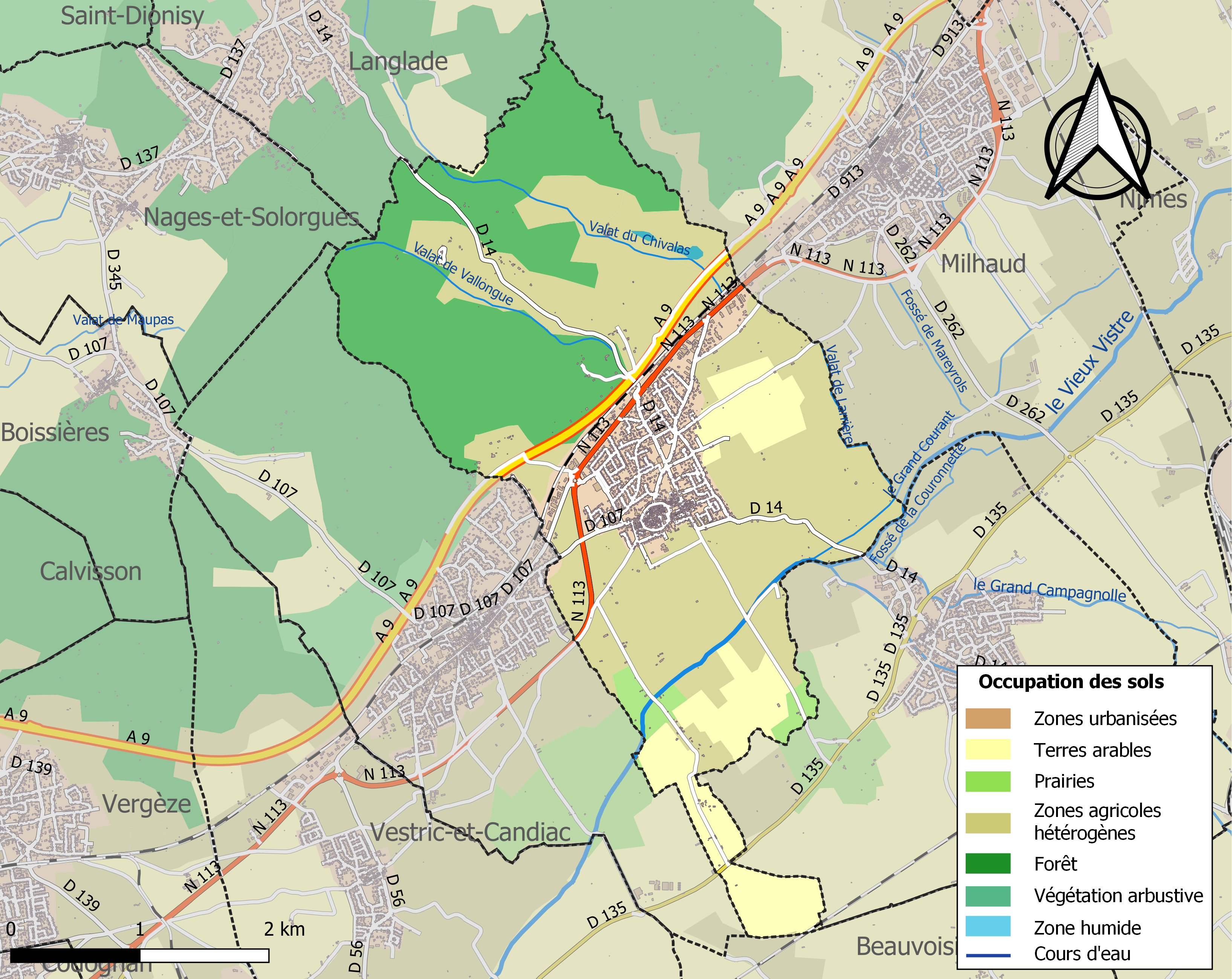
Carte des infrastructures et de l'occupation des sols de la commune en 2018 (CLC).

### Risques majeurs
Le territoire de la commune de Bernis est vulnérable à différents aléas naturels : météorologiques (tempête, orage, neige, grand froid, canicule ou sécheresse), inondations, feux de forêts et séisme (sismicité faible). Il est également exposé à un risque technologique,  le transport de matières dangereuses. Un site publié par le BRGM permet d'évaluer simplement et rapidement les risques d'un bien localisé soit par son adresse soit par le numéro de sa parcelle.

#### Risques naturels
La commune fait partie du territoire à risques importants d'inondation (TRI) de Nîmes, regroupant 20 communes soumises aux aléas de ruissellement pour la commune de Nîmes et de débordements de cours d’eau, notamment du Vistre, d'un de ses affluents, le Rhôny, et plus à la marge du Rhône, à l’aval, un des 31 TRI qui ont été arrêtés fin 2012 sur le bassin Rhône-Méditerranée. Les événements significatifs passés relatifs à la Vistre sont des crues rapides et violentes, qui causent d’importants dégâts, voire des pertes humaines (octobre 1988, septembre 2002, décembre 2003, septembre 2005 notamment). Concernant le Rhôny, les principales crues recensées à Codognan ont eu lieu en 1845, 1933, 1945, 1958, 1963, 1976, 1987 et en octobre 1988. Cette dernière est la plus importante et marquante pour la population nîmoise. Des cartes des surfaces inondables ont été établies pour trois scénarios : fréquent (crue de temps de retour de 10 ans à 30 ans), moyen (temps de retour de 100 ans à 300 ans) et extrême (temps de retour de l'ordre de 1 000 ans, qui met en défaut tout système de protection),. La commune a été reconnue en état de catastrophe naturelle au titre des dommages causés par les inondations et coulées de boue survenues en 1982, 1987, 1988, 1994, 1998, 2002, 2003, 2005 et 2021,.

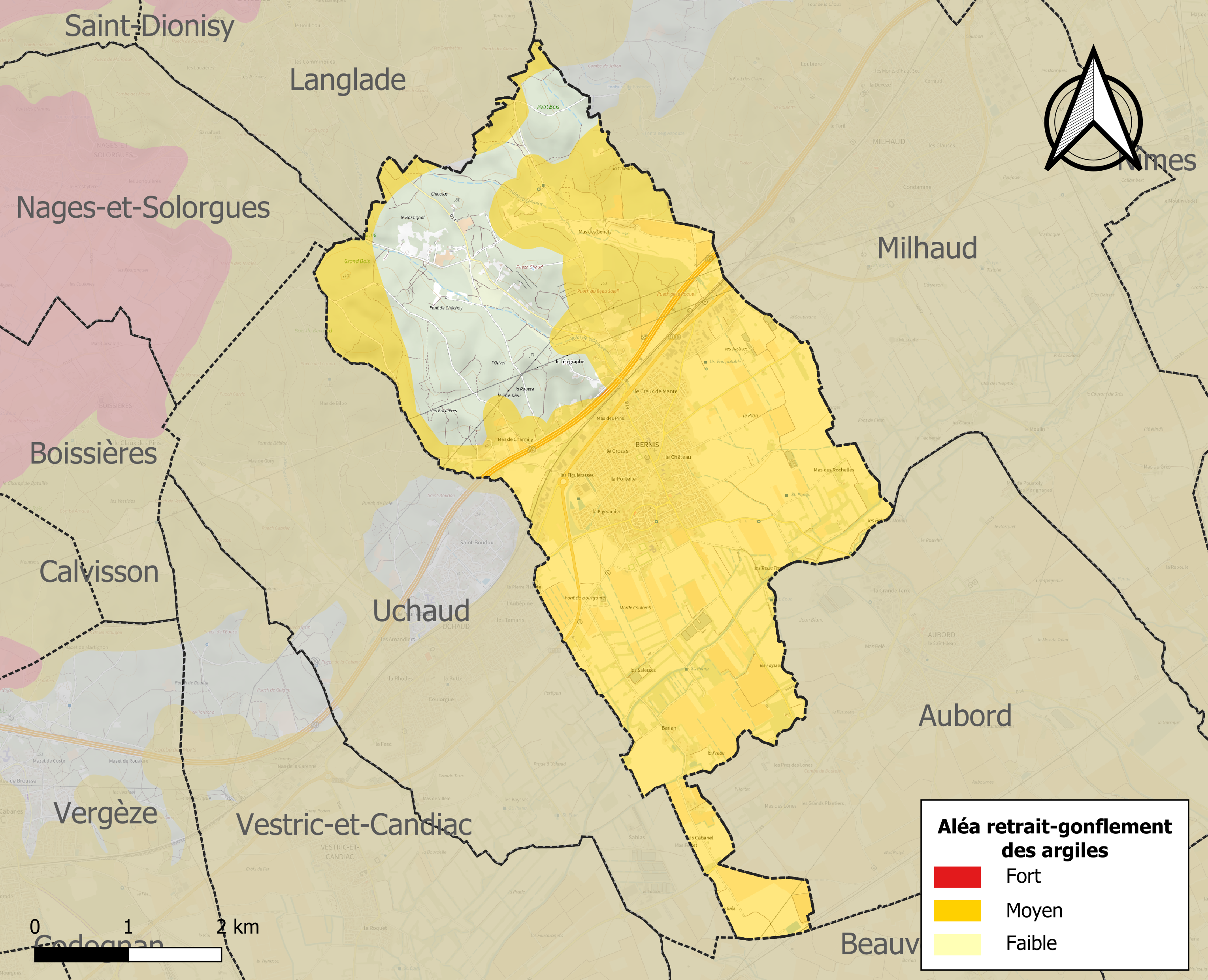
Carte des zones d'aléa retrait-gonflement des sols argileux de Bernis.

Le retrait-gonflement des sols argileux est susceptible d'engendrer des dommages importants aux bâtiments en cas d’alternance de périodes de sécheresse et de pluie. 79 % de la superficie communale est en aléa moyen ou fort (67,5 % au niveau départemental et 48,5 % au niveau national). Sur les 1 274 bâtiments dénombrés sur la commune en 2019, 1250 sont en aléa moyen ou fort, soit 98 %, à comparer aux 90 % au niveau départemental et 54 % au niveau national. Une cartographie de l'exposition du territoire national au retrait gonflement des sols argileux est disponible sur le site du BRGM,.
Par ailleurs, afin de mieux appréhender le risque d’affaissement de terrain, l'inventaire national des cavités souterraines permet de localiser celles situées sur la commune.

#### Risques technologiques
Le risque de transport de matières dangereuses sur la commune est lié à sa traversée par des infrastructures routières ou ferroviaires importantes ou la présence d'une canalisation de transport d'hydrocarbures. Un accident se produisant sur de telles infrastructures est en effet susceptible d’avoir des effets graves au bâti ou aux personnes jusqu’à 350 m, selon la nature du matériau transporté. Des dispositions d’urbanisme peuvent être préconisées en conséquence.

## Histoire

### Moyen Âge
Bernis vient du Moyen Âge où le comte[réf. nécessaire] Bernice[Qui ?] avait son château et donna son nom au village. La promenade (la Sablète et les Platanes) se trouve à l'emplacement des anciens remparts.

## Politique et administration

### Liste des maires
| Période                                  | Période                   | Identité              | Étiquette | Qualité                                                                                        |
| ---------------------------------------- | ------------------------- | --------------------- | --------- | ---------------------------------------------------------------------------------------------- |
| avant 1958                               |                           | Henry Laget           | CNIP      | Exploitant agricole, suppléant du député Jean Poudevigne (1958-1962), maire honoraire          |
|                                          |                           | Gilbert Boutonnet     | PS        | Employé BRL                                                                                    |
| Les données manquantes sont à compléter. |                           |                       |           |                                                                                                |
| 1980                                     | 1996                      | Bernard Moal          |           |                                                                                                |
| Les données manquantes sont à compléter. |                           |                       |           |                                                                                                |
|                                          |                           | Jean-Claude Doladille |           |                                                                                                |
| mars 2001                                | mars 2008                 | Jean-Claude Soreau    | DVD       | Vice-président de Nîmes Métropole                                                              |
| mars 2008                                | En cours (au 26 mai 2020) | Théos Granchi         | SE        | Cadre de la fonction publique retraité Vice-président de Nîmes Métropole Réélu en 2014 et 2020 |
| Les données manquantes sont à compléter. |                           |                       |           |                                                                                                |

### Intercommunalité
La commune fait partie de la communauté d'agglomération Nîmes Métropole (CANIM), dont le siège se trouve à Nîmes.

## Population et société

### Démographie
L'évolution du nombre d'habitants est connue à travers les recensements de la population effectués dans la commune depuis 1793. Pour les communes de moins de 10 000 habitants, une enquête de recensement portant sur toute la population est réalisée tous les cinq ans, les populations de référence des années intermédiaires étant quant à elles estimées par interpolation ou extrapolation. Pour la commune, le premier recensement exhaustif entrant dans le cadre du nouveau dispositif a été réalisé en 2007.

En 2022, la commune comptait 3 341 habitants, en évolution de −0,54 % par rapport à 2016 (Gard : +2,97 %, France hors Mayotte : +2,11 %).
| 1793  | 1800  | 1806  | 1821  | 1831  | 1836  | 1841  | 1846  | 1851  |
| ----- | ----- | ----- | ----- | ----- | ----- | ----- | ----- | ----- |
| 1 005 | 1 054 | 1 048 | 1 225 | 1 122 | 1 119 | 1 241 | 1 245 | 1 276 |

| 1856  | 1861  | 1866  | 1872  | 1876  | 1881 | 1886 | 1891 | 1896 |
| ----- | ----- | ----- | ----- | ----- | ---- | ---- | ---- | ---- |
| 1 270 | 1 309 | 1 292 | 1 269 | 1 170 | 970  | 934  | 859  | 887  |

| 1901 | 1906 | 1911 | 1921 | 1926 | 1931 | 1936 | 1946 | 1954 |
| ---- | ---- | ---- | ---- | ---- | ---- | ---- | ---- | ---- |
| 885  | 816  | 787  | 698  | 698  | 701  | 680  | 625  | 819  |

| 1962 | 1968  | 1975  | 1982  | 1990  | 1999  | 2006  | 2007  | 2012  |
| ---- | ----- | ----- | ----- | ----- | ----- | ----- | ----- | ----- |
| 929  | 1 081 | 1 480 | 2 220 | 2 502 | 2 657 | 2 975 | 3 021 | 3 209 |

| 2017  | 2022  | - | - | - | - | - | - | - |
| ----- | ----- | - | - | - | - | - | - | - |
| 3 420 | 3 341 | - | - | - | - | - | - | - |

### Cultes
- Temple de l'Église Protestante Unie.

## Économie

### Revenus
En 2018  (données Insee publiées en septembre 2021), la commune compte 1 349 ménages fiscaux, regroupant 3 277 personnes. La médiane du revenu disponible par unité de consommation est de 21 550 € (20 020 € dans le département). 51 % des ménages fiscaux sont imposés (43,9 % dans le département).

### Emploi
|                | 2008   | 2013   | 2018  |
| -------------- | ------ | ------ | ----- |
| Commune        | 8,2 %  | 10,2 % | 9,6 % |
| Département    | 10,6 % | 12 %   | 12 %  |
| France entière | 8,3 %  | 10 %   | 10 %  |

En 2018, la population âgée de 15 à 64 ans s'élève à 1 999 personnes, parmi lesquelles on compte 77,1 % d'actifs (67,5 % ayant un emploi et 9,6 % de chômeurs) et 22,9 % d'inactifs,. Depuis 2008, le taux de chômage communal (au sens du recensement) des 15-64 ans est inférieur à celui de la France et du département.
La commune fait partie de la couronne de l'aire d'attraction de Nîmes, du fait qu'au moins 15 % des actifs travaillent dans le pôle,. Elle compte 779 emplois en 2018, contre 694 en 2013 et 698 en 2008. Le nombre d'actifs ayant un emploi résidant dans la commune est de 1 365, soit un indicateur de concentration d'emploi de 57,1 % et un taux d'activité parmi les 15 ans ou plus de 55,9 %.
Sur ces 1 365 actifs de 15 ans ou plus ayant un emploi, 284 travaillent dans la commune, soit 21 % des habitants. Pour se rendre au travail, 86,4 % des habitants utilisent un véhicule personnel ou de fonction à quatre roues, 4 % les transports en commun, 5,8 % s'y rendent en deux-roues, à vélo ou à pied et 3,7 % n'ont pas besoin de transport (travail au domicile).

### Activités hors agriculture

#### Secteurs d'activités
314 établissements sont implantés  à Bernis au 31 décembre 2019. Le tableau ci-dessous en détaille le nombre par secteur d'activité et compare les ratios avec ceux du département,.
| Secteur d'activité                                                                                        | Commune | Commune | Département |
| Secteur d'activité                                                                                        | Nombre  | %       | %           |
| --- | ------- | ------- | ----------- |
| Ensemble                                                                                                  | 314     | 100 %   | (100 %)     |
| Industrie manufacturière, industries extractives et autres                                                | 24      | 7,6 %   | (7,9 %)     |
| Construction                                                                                              | 52      | 16,6 %  | (15,5 %)    |
| Commerce de gros et de détail, transports, hébergement et restauration                                    | 114     | 36,3 %  | (30 %)      |
| Information et communication                                                                              | 7       | 2,2 %   | (2,2 %)     |
| Activités financières et d'assurance                                                                      | 2       | 0,6 %   | (3 %)       |
| Activités immobilières                                                                                    | 19      | 6,1 %   | (4,1 %)     |
| Activités spécialisées, scientifiques et techniques et activités de services administratifs et de soutien | 28      | 8,9 %   | (14,9 %)    |
| Administration publique, enseignement, santé humaine et action sociale                                    | 38      | 12,1 %  | (13,5 %)    |
| Autres activités de services                                                                              | 30      | 9,6 %   | (8,8 %)     |

Le secteur du commerce de gros et de détail, des transports, de l'hébergement et de la restauration est prépondérant sur la commune puisqu'il représente 36,3 % du nombre total d'établissements de la commune (114 sur les 314 entreprises implantées  à Bernis), contre 30 % au niveau départemental.

#### Entreprises et commerces
Les cinq entreprises ayant leur siège social sur le territoire communal qui génèrent le plus de chiffre d'affaires en 2020 sont : 
- Costa Auto, commerce de voitures et de véhicules automobiles légers (8 714 k€) ;
- Les Opalines Bernis, hébergement médicalisé pour personnes âgées (2 440 k€) ;
- Eco-Syst, travaux d'installation d'équipements thermiques et de climatisation (2 227 k€) ;
- Layo, travaux de maçonnerie générale et gros œuvre de bâtiment (1 019 k€) ;
- Corsaire Telecom, télécommunications filaires (485 k€).

### Agriculture
La commune est dans la « Plaine Viticole », une petite région agricole occupant le  sud-est du département du Gard. En 2020, l'orientation technico-économique de l'agriculture  sur la commune est la culture de fruits ou d'autres cultures permanentes. 
|               | 1988 | 2000 | 2010 | 2020 |
| ------------- | ---- | ---- | ---- | ---- |
| Exploitations | 82   | 26   | 16   | 12   |
| SAU (ha)      | 650  | 422  | 451  | 319  |

Le nombre d'exploitations agricoles en activité et ayant leur siège dans la commune est passé de 82 lors du recensement agricole de 1988  à 26 en 2000 puis à 16 en 2010 et enfin à 12 en 2020, soit une baisse de 85 % en 32 ans. Le même mouvement est observé à l'échelle du département qui a perdu pendant cette période 61 % de ses exploitations,. La surface agricole utilisée sur la commune a également diminué, passant de 650 ha en 1988 à 319 ha en 2020. Parallèlement la surface agricole utilisée moyenne par exploitation a augmenté, passant de 8 à 27 ha.

## Culture locale et patrimoine

### Édifices civils
- Tour du beffroi communal : tour d'origine médiévale surmontée d'une très originale horloge de la fin du XIXe. La terrasse comporte un campanile en bois et tuiles à deux toitures superposées abritant la cloche des heures, imitant une sorte « pagode ».
- Restes du rempart médiéval et d'une ancienne porte.
- Nombreuses maisons bourgeoises vigneronnes avec leurs chais autour du boulevard de ceinture du centre ancien.

### Édifices religieux

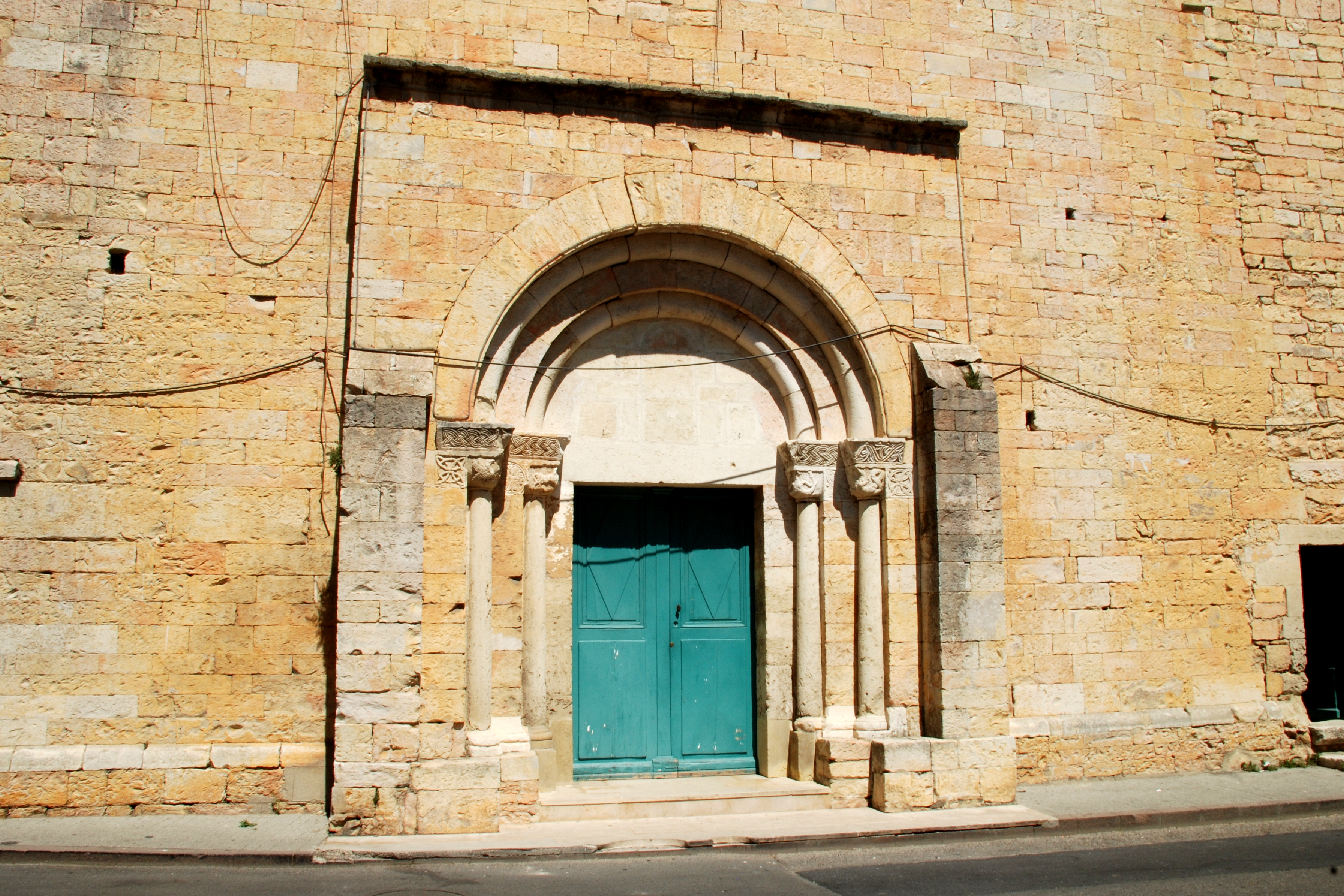
Portail de l'église Saint-André de Bernis.

#### Église Saint-André de Bernis
L'Église paroissiale Saint-André date des XIIe et XVIIIe siècles. L'édifice a été inscrit au titre des monuments historiques en 2006. Plusieurs objets sont référencés dans la base Palissy (voir les notices liées).
Elle est située en ZPPAUP et appartient à la commune. Cette église est mentionnée dans une bulle papale de 1095. De l'époque romane subsistent la nef et le portail. Le clocher semble avoir été ajouté au XVe siècle, et il n'en reste plus que la base. Après les guerres de religion, la reconstruction de l'édifice est confiée à Jean Cossefière, maçon. Les travaux s'achèvent en 1680. En 1703, l'église est à nouveau détruite par un incendie. Au XVIIIe siècle, adjonction d'une chapelle seigneuriale au nord, chapelle funéraire des seigneurs de Bernis, coiffée d'un dôme à l'impériale. En 1794, l'église est transformée en temple de la raison, puis, en 1795, l'édifice sert à la distribution des grains et pour la tenue de l'assemblée primaire du 2e canton de Milhaud. Avec le retour de la liberté du culte, en mai 1795, l'église est rendue à son usage. En 1854, début des travaux de construction de la flèche de style gothique du clocher selon les plans de l'architecte Henri Antoine Revoil. En 1855, d'autres travaux sont menés sur l'édifice. En 1885 et 1895, la foudre endommage la flèche.
- Temple protestant néo-classique début XIXe siècle. L'édifice a été inscrit au titre des monuments historiques en 2012[36].

### Patrimoine environnemental
- Sentier d’interprétation des capitelles, « Le sentier des capitelles Bernissoises »[37] compte 9 capitelles, des panneaux d'information sur la patrimoine en pierres sèches et ses usages et sur la botanique.

### Personnalités liées à la commune
- Louis Raoul, avocat des pauvres (XVe siècle).
- Antoine Valette de Travessac (XVIIIe siècle), prieur de Bernis, fondateur et secrétaire perpétuel du « Tripot » de Milhaud (Académie des belles lettres).
- Alexandre Ducros, dit Marignan d'Aubord, écrivain (XIXe siècle).
- André Gardies, écrivain, y vit[38].
- David Gomès, écrivain, auteur de Rue de Bernis (1942)[39].
- Babacar Touré, né le 24 Juin 2008, footballeur franco-sénégalais formé à Manchester United, passé par Aston Villa, Stade Rennais, Nancy, Deportivo la Corogne et Leganés